# Pseudonoorda distigmalis
Pseudonoorda distigmalis là một loài bướm đêm trong họ Crambidae.